# Компактная ядерная установка с натриевым охлаждением в Карлсруэ
Компактная ядерная установка с натриевым охлаждением в Карлсруэ (нем. Kompakte Natriumgekühlte Kernreaktoranlage Karlsruhe) располагалась севернее города Карлсруэ. Реактор имел мощность 21 М Вт и за время своей эксплуатации выработал 323 ГВт-ч электроэнергии.

## История
АЭС с тепловым реактором была сдана эксплуатацию в 1971 году и использовалась до 1974 года. Установка называлась KNK-I. Впоследствии она была переработана в прототип быстрого реактора-размножителя, основной моделью которого послужил советский реактор Научно-исследовательского института атомных реакторов — БОР-60. Этот реактор получил обозначение KNK-II и был окончательно остановлен 23 августа 1991.
Демонтажные работы по полному сносу установки проводятся с 1993 года и должны быть завершены к 2013 году с полным обеззараживанием территории (в так называемый «зеленый луг»). Согласно заявлениям Федерального министерства исследований, утилизация реактора стоит 309 000 000 евро, что на 100 миллионов евро больше, чем запланировано. Одной из причин увеличения стоимости стали технические проблемы при демонтаже реакторного резервуара.
Использовано ядерное топливо находилось с 1989 до 1994 года в исследовательском центре Кадараш, где оно было вновь переработано. Топливные стержни разместили в контейнерах типа CASTOR KNK.

## Данные энергоблока
АЭС имеет один энергоблок:
| Энергоблок | Тип реактора               | Нетто- мощность | Брутто- мощность | Начало строительства | Синхронизация с электросетью | Коммерческая эксплуатация | Закрытие   |
| ---------- | -------------------------- | --------------- | ---------------- | -------------------- | ---------------------------- | ------------------------- | ---------- |
| KNK        | Реактор-размножитель (FBR) | 17 MВт          | 21 MВт           | 01.09.1974           | 09.04.1978                   | 03.03.1979                | 23.08.1991 |